# Franciszek Karol Załuski
Franciszek Karol Załuski (zm. po 1775) – generał major wojsk koronnych, starosta grójecki od 1748 roku, patent generalski otrzymał w 1760 roku.